# Nova Aliança do Ivaí
Nova Aliança do Ivaí este un oraș în Paraná (PR), Brazilia.